# Ópera Süreyya
A Ópera Süreyya (em turco: Süreyya Operası) ou Centro Cultural Süreyya (Süreyya Kültür Merkezi) é um teatro de ópera situada no distrito de Kadıköy, Istambul, Turquia. O edifício, desenhado pelo arquiteto arménio Kegam Kavafian, foi inaugurado em 1927 como o primeiro teatro musical na parte da cidade na Anatólia de Istambul. Apesar do nome, nas primeiras décadas da sua existência não foram encenadas óperas devido à falta de equipamentos adequados, tendo a estrutura funcionado como cinema. No fim de 2007 o espaço abriu como sala de ópera depois de ter sido restaurado e remodelado.

## História
Süreyya Paxá tinha o sonho de construir uma ópera no modelo europeu. Em 1924 iniciou a construção do edifício em 1924, procurando criar um espaço para eventos culturais e sociais em Kadıköy. Süreyya tinha ficado impressionado pelo glamour de teatros europeus que tinha conhecido. As influências funcionais e estéticas estão patentes, por exemplo, no foyer, em estilo Art Deco, inspirada no Teatro dos Campos Elísios, em Paris, ou no interior, com influências da arquitetura alemã.
O teatro abriu em 6 de março de 1927 com o nome de Süreyya Opereti (Opereta Süreyya). Foi o primeiro teatro musical do lado asiático de Istambul e o sexto em toda a cidade. Como o palco nunca chegou a ser completamente terminado e faltavam camarins para atores, o teatro não hospedou espetáculos musicais. Foi usado para peças de teatro. Em 1930 foi instalado equipamento de cinema sonoro, passando o espaço a chamar-se Süreyya Sineması (Cinema Süreyya). Hikmet Nazım, pai do poeta turco Nazım Hikmet, foi diretor desse cinema.
O salão de dança do segundo andar serviu durante muitos anos como salão de casamentos. Foi aí que atuou entre 1959 e 1964 o grupo de teatro Kadıköy Sahnesi (Palco de Kadıköy). Mais tarde o espaço foi usado como atelier de costura.
Em 1950, Süreyya İlmen doou o teatro à Darüşşafaka Cemiyeti, uma instituição filantrópica para apoio à educação de órfãos pobres, com a condição de receber as receitas durante o tempo em que ele ou a sua mulher fossem vivos. Süreyya morreu em 1955 e a sua mulher Adalet İlmen moreu em 1966. O cinema foi dirigido primeiro pela filha do casal e depois pelos netos.
Em 1996 a sala de espetáculos foi renovada. Em 2003 os equipamentos técnicos foram substituídos com modernos. O exterior também foi restaurado de acordo com a planta original. No entanto, esses esforços de modernização não se traduziram num aumento significativo de espetáculos. No início de 2006, a municipalidade de Kadıköy na administração de Selami Öztürk lançou um projeto de reabilitação do teatro, tendo assinado contrato de arrendamento por 40 anos com a Darüşşafaka Cemiyeti. As obras incluíram o restauro dos afrescos do teto e das paredes, e as esculturas na fachada. Os trabalhos prolongaram-se quase por dois anos, tendo custado cerca de 14 milhões de liras turcas. A Ópera de Süreyya reabriu em dezembro de 2007, apresentando o oratório Yunus Emre (Opus 26) de Ahmet Adnan Saygun..
O palco tem 14m de largura, 10m de profundidade e 4,9m de altura. Foi construído um fosso de orquestra e há 14 camarins. A sala tem 573 assentos. O salão de baile do segundo andar tem capacidade para 500 pessoas.
A secção de Istambul da Companhia Estatal de Ópera e Ballet da Turquia (Devlet Opera ve Balesi) está sediada na Ópera Süreyya, onde apresenta espetáculos. Além de espetáculos, o teatro acolhe exposições de arte e eventos festivos, como o Baile do Dia da República.